# Hóa đen công nghiệp

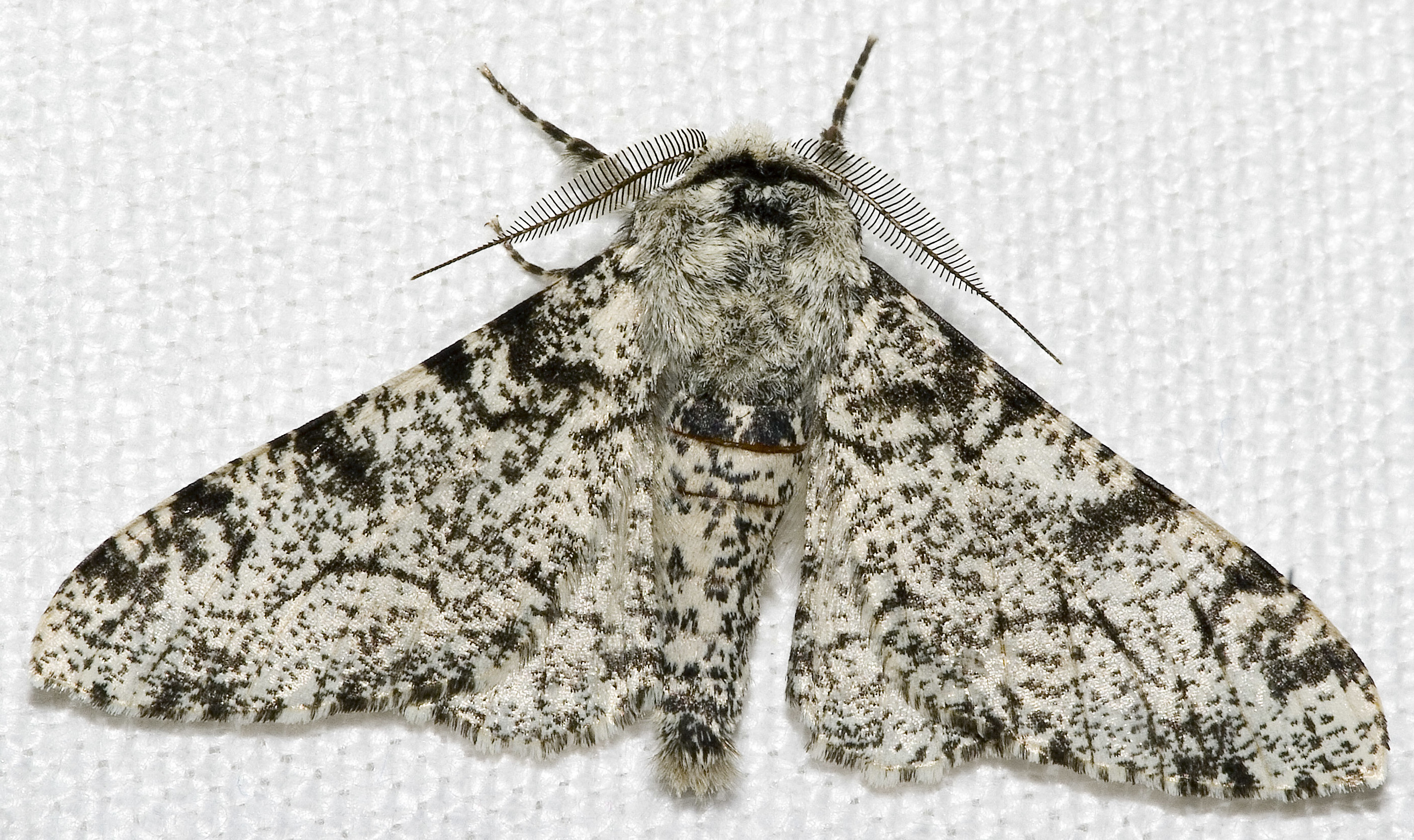
Hình 1: Bướm bạch dương trắng phổ biến ở nơi không ô nhiễm.

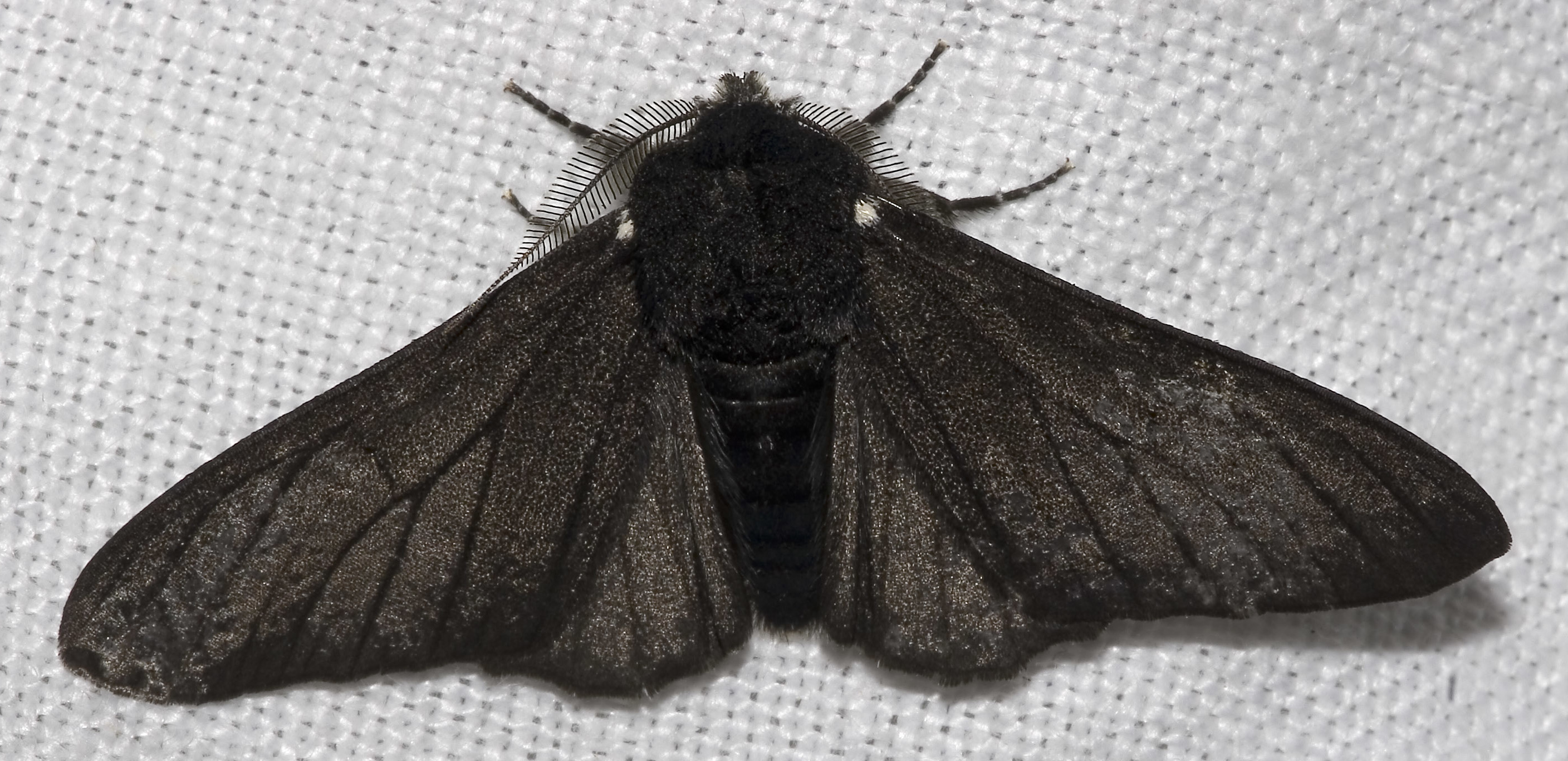
Hình 2: Bướm bạch dương đen tuyền - dạng hoá đen do công nghiệp.

Hoá đen công nghiệp là kết quả của quá trình biến đổi kiểu hình ở một số loài động vật vốn ban đầu có màu sáng trở thành màu tối do môi trường sống của chúng bị ảnh hưởng bởi ô nhiễm công nghiệp.
Ví dụ điển hình nhất về hiện tượng hoá đen công nghiệp là quá trình "đổi trắng thay đen" của bướm bạch dương ở thành phố Manchester vào đầu thế kỉ trước: Loài này vốn có màu trắng đốm đen (hình 1), nhưng sau 50 năm đã có tới hơn 98% số cá thể bướm này trong thành phố "biến" thành màu đen (hình 2).
Quá trình hoá đen công nghiệp này được mô tả và giải thích đầy đủ đầu tiên trên quan điểm sinh học tiến hoá nhờ bác sĩ y khoa kiêm nhà di truyền học người Anh là Henry Bernard Davis Kettlewell.
Khái niệm "hoá đen công nghiệp" cũng gọi là "sự hoá đen do công nghiệp"  đều được dịch từ thuật ngữ tiếng Anh industrial melanism, dùng mô tả sự biến đổi màu sắc cơ thể vốn là sáng trở thành xẫm hơn hoặc đen do nguyên nhân công nghiệp phát triển gây ô nhiễm.

## Lược sử nghiên cứu
- Sự hoá đen do công nghiệp có lẽ được đề cập sớm nhất trong di truyền học vào năm 1900 nhờ William Bateson phát hiện ra trong quá trình nghiên cứu của ông về hiện tượng đa hình di truyền (polymorphism) ở bướm đêm, nhưng ông không đưa ra lời giải thích nào mà mới chỉ nêu hiện tượng.[4]
- Năm 1906, nhà di truyền học Leonard Doncaster đã mô tả sự gia tăng nhanh chóng tần số của các dạng màu tối ở một số loài bướm đêm trong quần thể của những loài này vào những năm từ 1800 đến 1850 ở khu vực Tây bắc nước Anh, là nơi công nghiệp hóa mạnh mẽ nhất toàn quốc đương thời.[5]
- Vào năm 1924, nhà sinh học tiến hóa J. B. S. Haldane đã xây dựng một lập luận toán học cho thấy rằng sự tăng trưởng nhanh chóng về tần số của dạng "nhuộm bồ hóng" này ở bướm bạch dương (Biston betularia) và cho rằng hiện tượng này có liên quan tới chọn lọc tự nhiên.[6][7]
- Từ năm 1955 trở đi, Bernard Kettlewell và cộng sự đã tiến hành một loạt các thí nghiệm và thống kê, kết hợp cả giải phẫu trong nhiều năm và khám phá ra cơ chế "đổi trắng thành đen" của bướm bạch dương trên quan điểm sinh học tiến hóa hiện đại. Ông cũng đã sử dụng kỹ thuật "bắt - đánh dấu - thả - bắt lại" trong sinh thái học kết hợp xử lý bằng toán thống kê để chứng minh rằng dạng màu tối tồn tại và phát triển tốt hơn so với dạng màu sáng trong vùng bị ô nhiễm.[8][9][10][11][12] Phương pháp khoa học của ông là thoả đáng và giải thích của ông không những được công nhận, mà còn được xem là "kinh điển" cho nhiều tài liệu giáo khoa sinh học trên thế giới hiện nay, trong đó có Việt Nam.[2][3][13]
- Đến năm 1973, hiện tượng ô nhiễm ở nước Anh đã giảm nhiều và dạng "nhuộm bồ hóng" đã giảm tần số hẳn. Điều này cung cấp bằng chứng thuyết phục, được thu thập và phân tích bởi Kelingwell và những người khác như nhà côn trùng học và nhà di truyền học Michael Majerus và nhà di truyền học dân số Laurence M. Cook khẳng định lại rằng: sự biến đổi kiểu hình này là kết quả của chọn lọc tự nhiên, buộc loài phải đáp ứng với sự thay đổi của ngoại cảnh.[14][15][16]
- Hiện tượng hoá đen công nghiệp này không chỉ diễn ra ở loài bướm bạch dương, mà còn ở hơn 70 loài khác nữa ở Anh, nhiều nước châu Âu khác và Bắc Mỹ.[17] Chẳng hạn như Apamea crenata, Acronicta rumicis, Odontopera bidentata, Lymantria monacha (hình 3 và hình 4; hình 5 và hình 6).

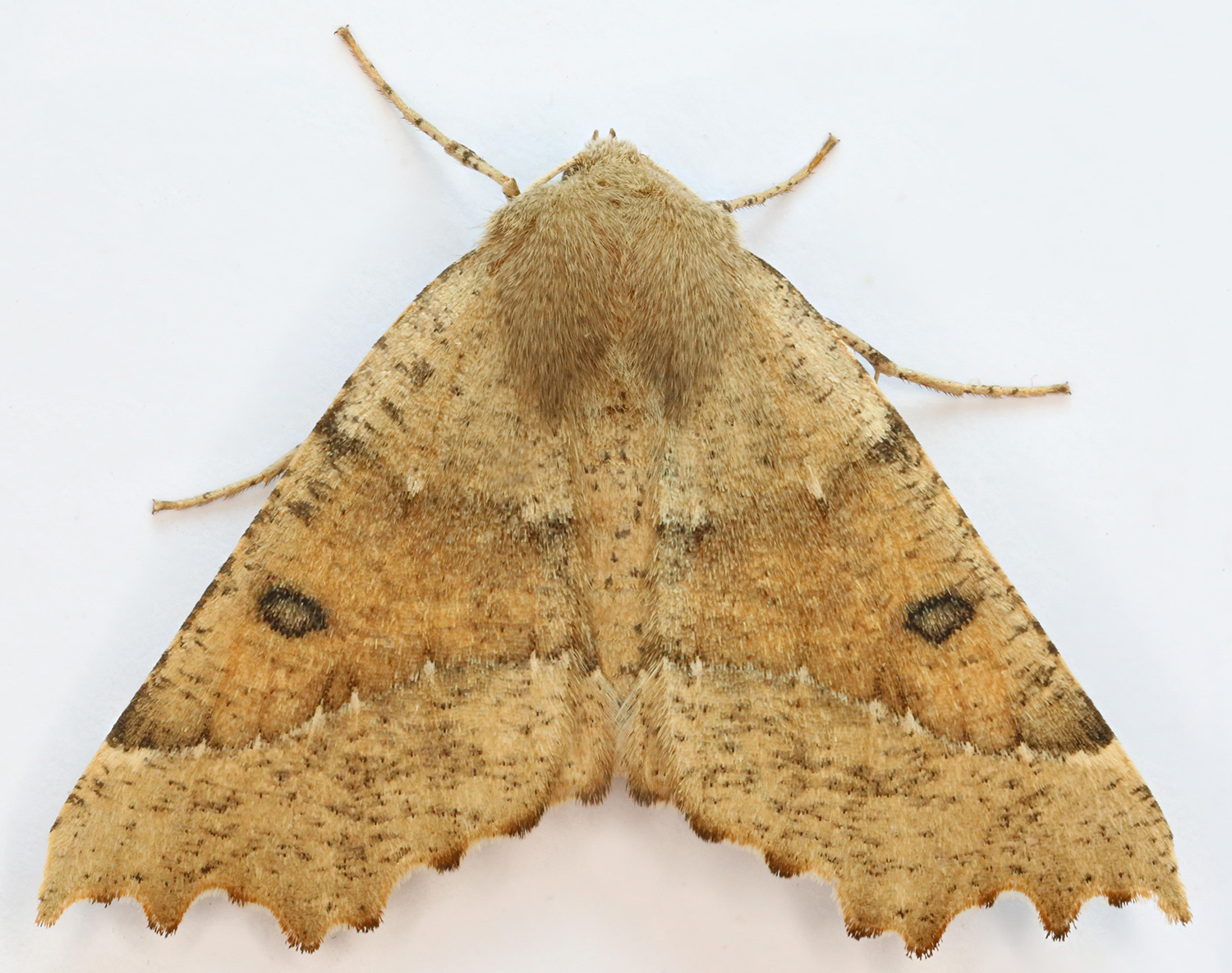
Hình 3: Odontopera bidentata dạng màu sáng.
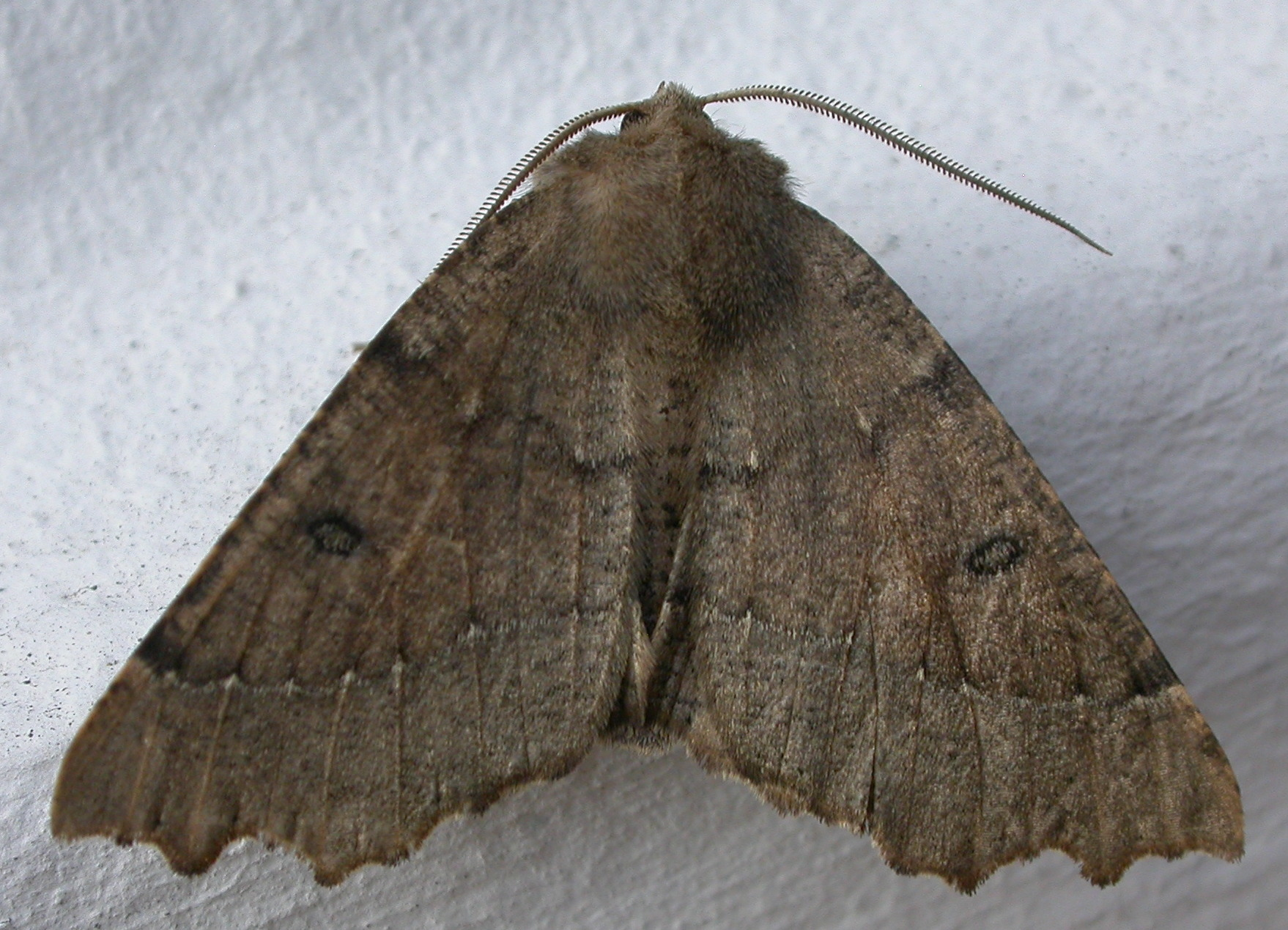
Hình 4: Odontopera bidentata dạng màu tối.
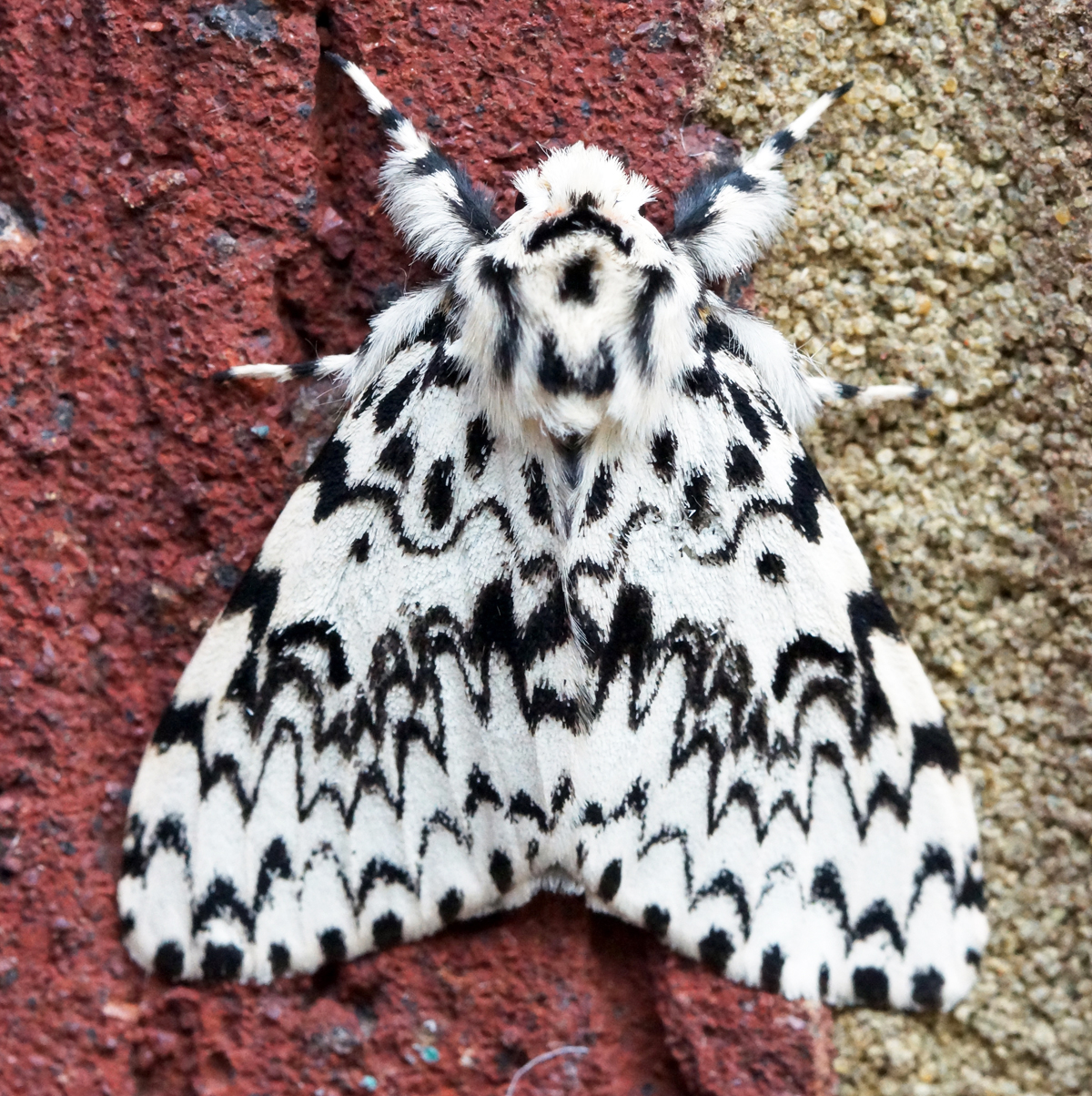
Hình 5: Lymantria monacha dạng màu sáng.
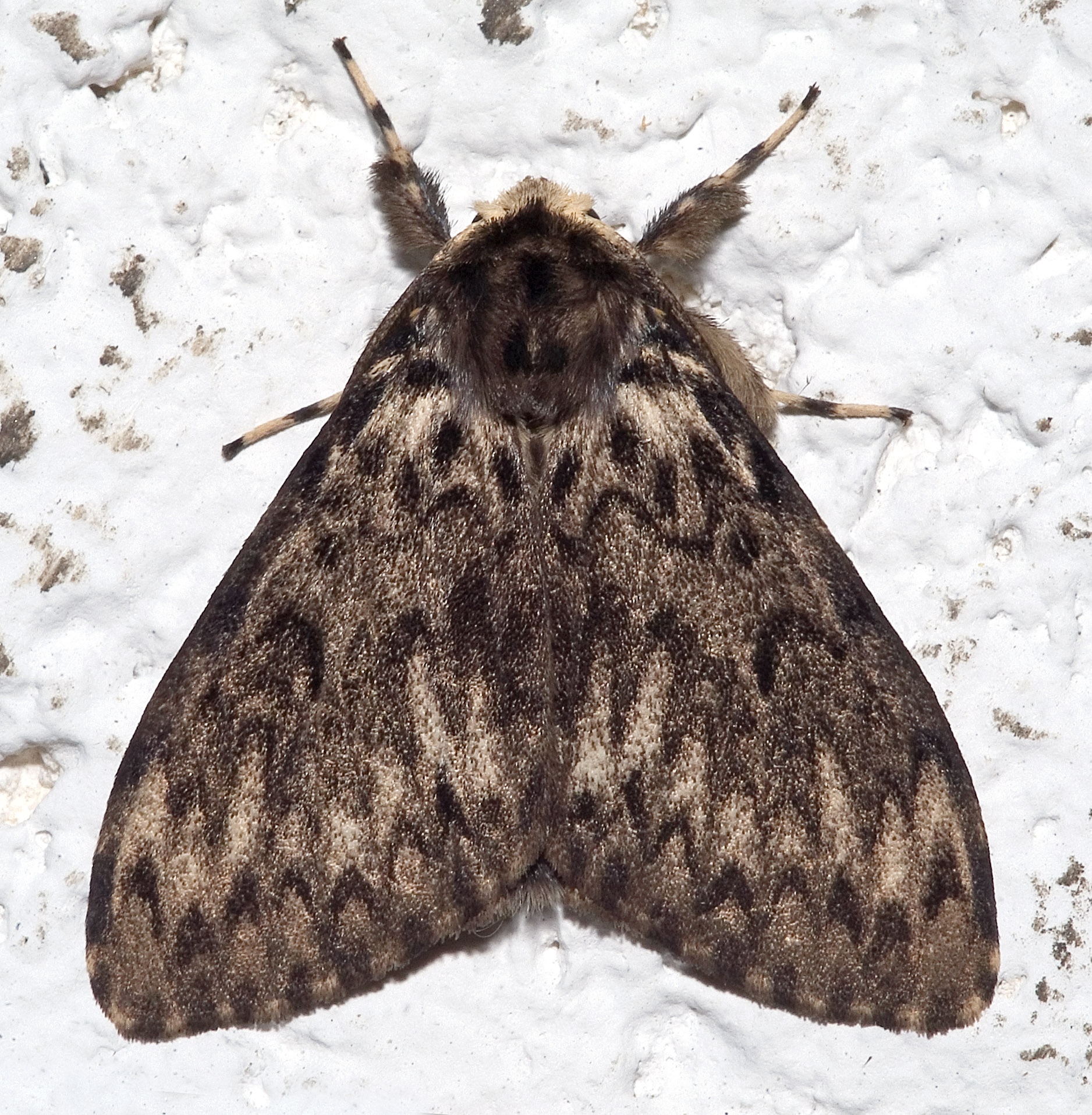
Hình 6: Lymantria monacha dạng màu tối.
Hình 7: Lớp địa y bao phủ thân cây.

## Giải thích

### Nguỵ trang
- Quá trình biến đổi màu nói trên là do kết quả của chọn lọc định hướng (directional selection), làm tăng tần số các cá thể thích nghi theo xu hướng nguỵ trang. Ban đầu (khi chưa ô nhiễm), các loài bướm nói trên có màu sáng, sống ở nơi có màu sáng, thêm vào đó có địa y bao phủ kín ngoài thân cây. Điều này giúp chúng ngụy trang tốt do làm cho các động vật săn mồi (thường là chim sâu) khó phát hiện hơn là màu tối trên nền sáng.
- Khi cách mạng công nghiệp bùng nổ, lượng than đá và dầu mỏ bị đốt ngày càng nhiều sinh ra khối lượng bụi than và lưu huỳnh điôxit khổng lồ, không chỉ gây ô nhiễm khí quyển, mà còn làm giảm độ che phủ của địa y (do bị chết), đồng thời bồ hóng làm vỏ cây vùng ô nhiễm bị nhuộm đen. Do đó, các cá thể màu sáng lại dễ bị phát hiện và bị chim sâu tiêu diệt nhiều hơn hẳn trước đó.
- Dưới áp lực chọn lọc như thế, các kiểu hình trước đây là có hại lại trở thành có lợi. Từ đó dẫn đến sự gia tăng kiểu gen có khả năng mêlanin hoá [18][19]
- Đến khi ô nhiễm giảm hẳn, thì chọn lọc tự nhiên lại đổi hướng trở lại, do đó kiểu gen có khả năng mêlanin hoá lại bị giảm tần số, còn kiểu gen tạo màu sáng tăng trở lại. Ở Bắc Mỹ vào năm 1959, thì 90% số cá thể bướm bạch dương tại Michigan và Pennsylvania là màu đen. Nhưng do "luật không khí sạch", thì đến năm 2001 dạng màu đen chỉ còn 6%.[20] Đồng thời sự gia tăng đa dạng loài của địa y cũng tăng vọt.[21] Chẳng hạn như ở Anh, riêng một thân cây đã được phủ bởi 3 "loài" địa y là Parmotrema perlatum màu xám, Flavoparmelia caperata màu vàng xanh và Frinose Ramalina farinacea màu nâu (hình 7).

### Ưu thế nhiệt
- Hiện tượng hoá đen công nghiệp này cũng gặp ở sâu bọ cánh cứng như bọ rùa. Ở loài bọ rùa hai chấm Adalia bipunctata (hình 8), cũng có dạng sáng (gặp nơi không ô nhiễm) và tối (chiếm ưu thế ở vùng ô nhiễm). Tuy nhiên, đây là loài ăn thịt lại có tuyến hôi và kiểu hình có xu hướng "cảnh báo", nên không thể cho rằng chúng đã biến đổi theo hướng nguỵ trang như các loài bướm nói trên.
- Một cách giải thích được nhiều người chấp nhận là các dạng màu tối luôn có khả năng hấp thụ nhiệt hơn các dạng màu sáng. Do ô nhiễm của công nghiệp hóa, khói và vô số các hạt cực nhỏ trong không khí làm giảm lượng ánh sáng mặt trời xuống sinh cảnh của chúng. Trong điều kiện đó, kiểu hình sáng màu bị hạn chế hấp thụ nhiệt nên bị đào thải. Ngược lại, kiểu hình tối được chọn lọc tự nhiên giữ lại và tăng cường, do hấp thụ bức xạ nhiệt tốt hơn, do đó có lợi cho sự tồn tại của sinh vật. Ngoài ra trong môi trường lạnh, thì lợi thế nhiệt của dạng tối có thể làm tăng hoạt động và khả năng giao phối.[22] Hiện tượng này - như trên đã nói - không phải là nguỵ trang mà gọi là do có lợi thế trong hấp thụ bức xạ nhiệt, gọi tắt là ưu thế nhiệt (thermal advantage).

Như vậy, hoá đen công nghiệp là một hiệu ứng tiến hóa thường gặp ở bướm và một số động vật chân đốt khác, trong đó tổ hợp gen quy định sắc tố tối (melanine) đã được chọn lọc tự nhiên củng cố và tăng cường trong hoàn cảnh ô nhiễm công nghiệp kéo dài gây ra quá nhiều khí lưu huỳnh điôxit và bụi than, không phải do bồ hóng đã nhuộm đen các loài này.